# Lány (Kostomlaty nad Labem)
Lány je vesnice v okrese Nymburk, je součástí obce Kostomlaty nad Labem. Nachází se asi 0,9 km na sever od Kostomlat nad Labem. Vesnicí prochází Silnice II/331. Je zde evidováno 58 adres.
V katastrálním území Lány u Kostomlat nad Labem leží i část obce Rozkoš.

## Historie
První písemná zmínka o vesnici pochází z roku 1545.

## Další fotografie

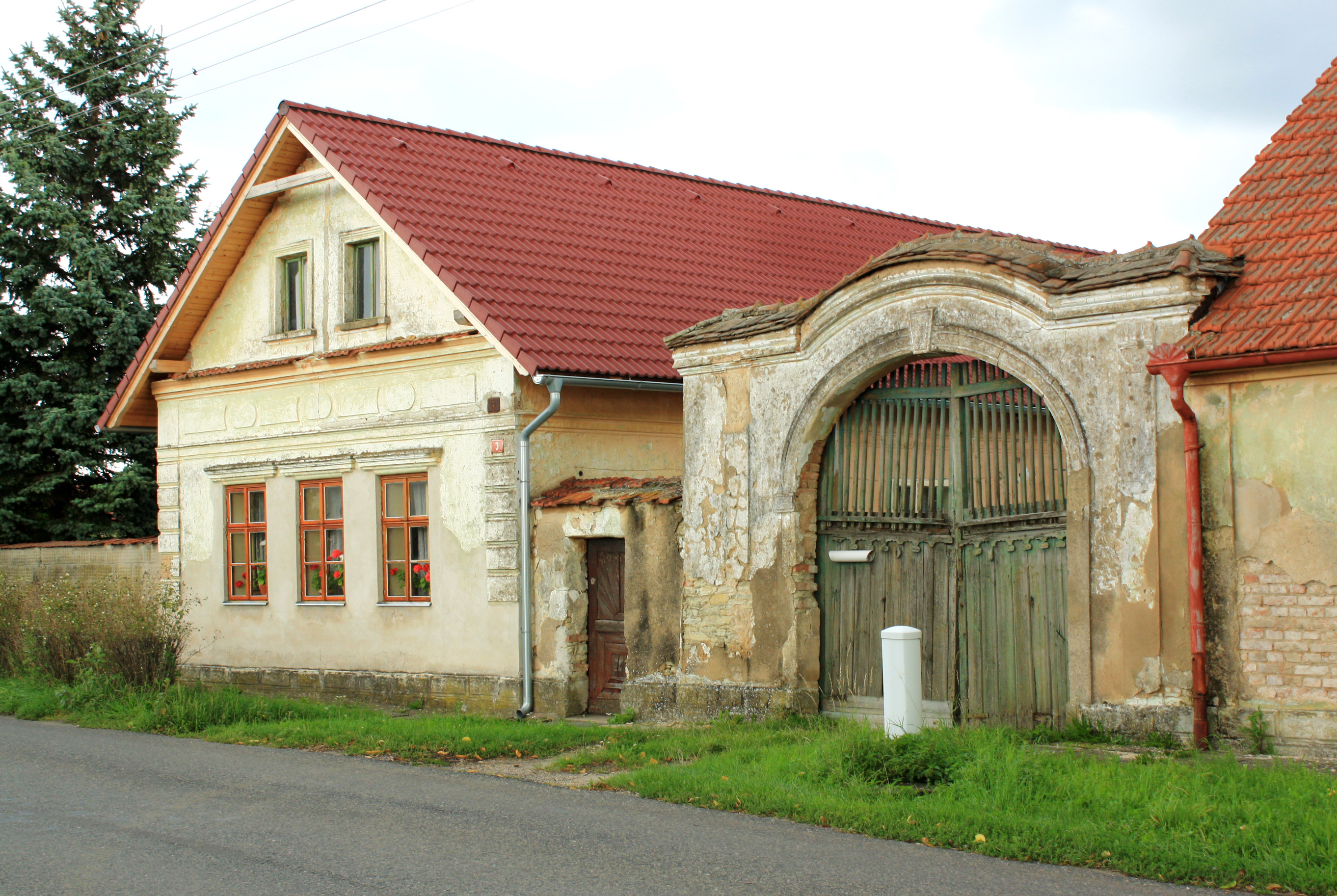
Barokní brána bývalého statku
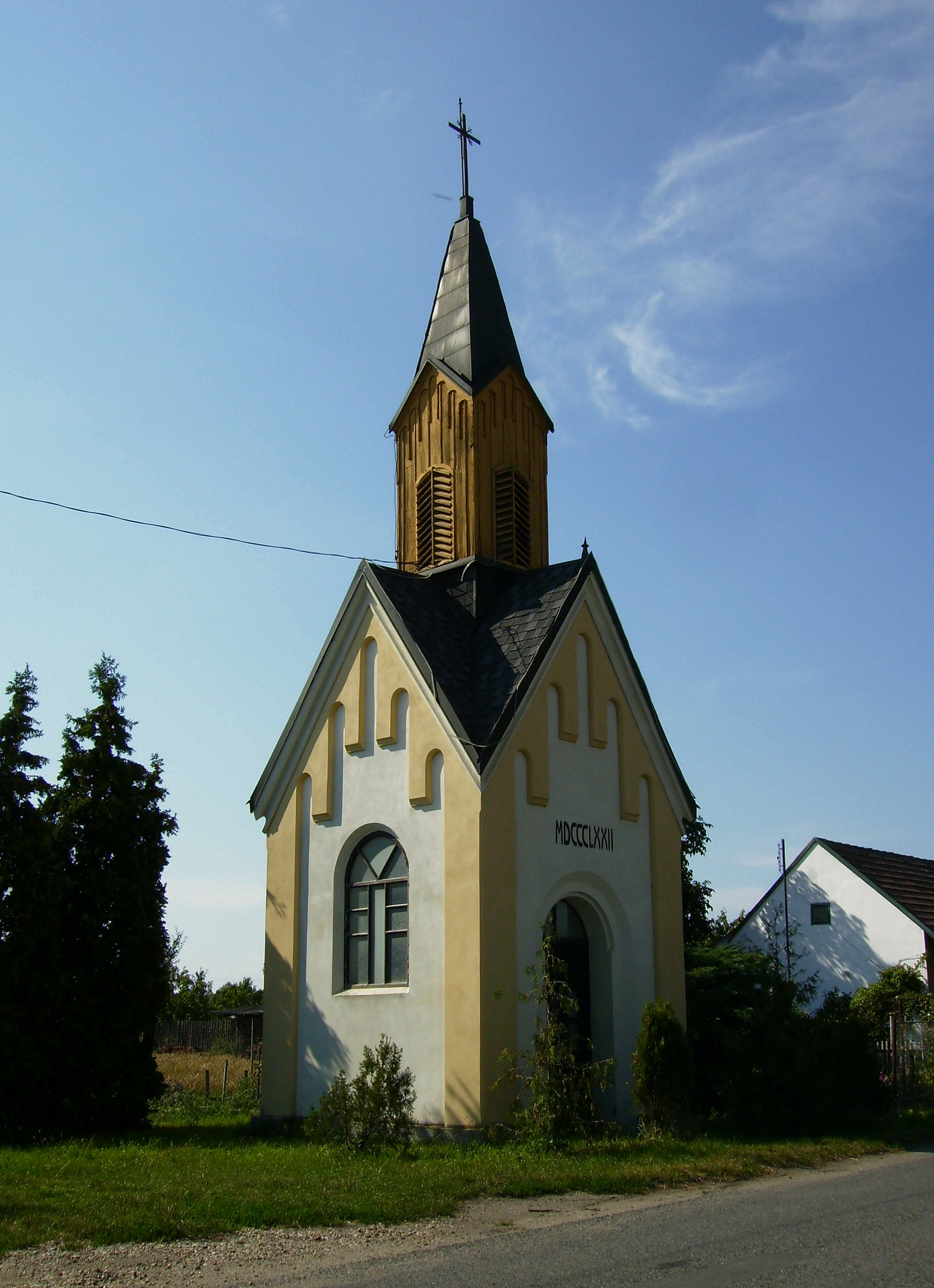
Kaplička
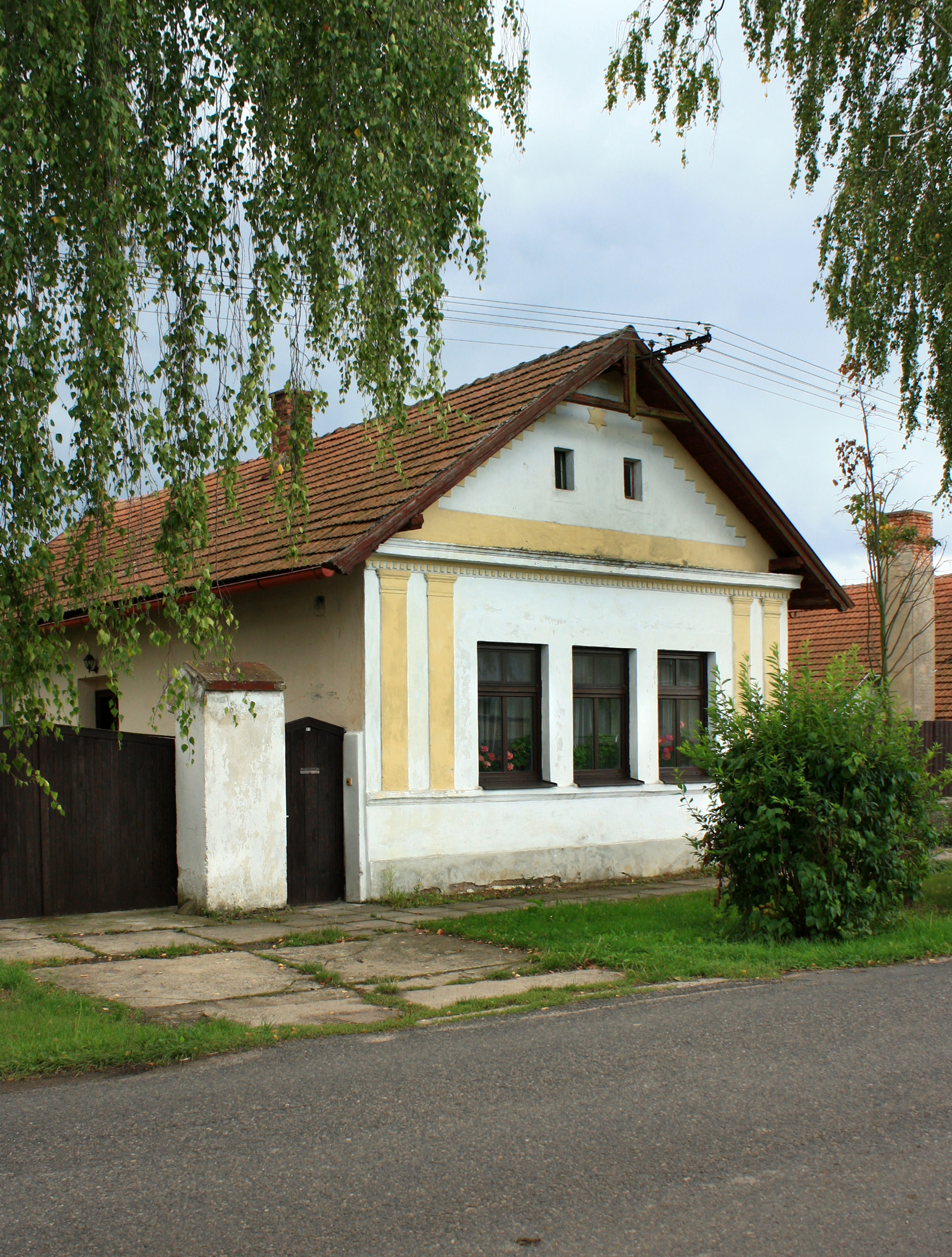
Domek na jihu